# Radioantenne
|  | Denne artikel omhandler radioantenner, se antenne for andre betydninger |
En radioantenne (eller bare antenne) er en transducer, som kan sende og modtage radiobølger (elektromagnetiske bølger) beregnet til f.eks. FM, tv, mobiltelefon, radar eller satellit.

## Uddybende forklaring
En radioantenne er en transducer, som med en brugbar effektivitet kan udføre en eller begge af disse energi konverteringer:
- Omsætte vekslende elektrisk energi til udsendelse af radiobølgeenergi.
- Omsætte radiobølgeenergi til vekslende elektrisk energi.

### Antennekarakteristika
- Elektromagnetisk:
  - Retningsevne, udstrålingsdiagram – herunder hovedkegle "forstærkning" og Front-to-Back (F/B)-dæmpning.
  - Hvilke frekvensbånd eller radiokanaler den er egnet til.
  - Polarisation
    - Linear
      - Vandret (i forhold til Jorden)
      - Lodret (i forhold til Jorden)

    - Cirkulær
      - Venstredrejet
      - Højredrejet
- Elektrisk:
  - Fødeimpedans (fødemodstand) som funktion af frekvensen. En antenne er normalt designet til 50 eller 75 ohms antennekabelstilkobling.
  - Antenneplacering, antennemiljø
  - Maksimal fødeeffekt.
- Mekanisk:
  - Antennetype
  - Fysiske dimensioner
- Transducer:
  - Transducereffektivitet. Den kan være mellem 99% og til under 1%. En satellit parabol reflektor reflekterer ved 12 GHz ca. 66% – resten bliver til varme.

De fleste radioantenner i dag er primært designet til kun at kunne sende eller modtage radiobølger i et snævert frekvensbånd, f.eks. FM via VHF bånd II (87,5-108 MHz).

### Antennetyper
- Antenner som udbreder/modtager radiobølger via kobling til det vekslende elektriske felt:
  - Kendte:
    - Elektrisk dipolantenne
    - Yagi-Uda antenne. 1/2 bølge dipol fødeelement med en eller flere direktor og/eller reflektor elementer.
    - Bredbåndsdipol
    - Parabolantenne
    - Kvartbølge groundplane antenne
    - Femottendedele bølge groundplane antenne

  - Mindre kendte:
    - Collinear array antenne
    - Discone-antenne
    - Distributed Loaded Dipole-antenne (DLD-antenne)
    - Distributed Loaded Monopole-antenne (DLM-antenne)
    - Fraktalantenne
      - LPDA; Logaritmisk Periodisk Dipol Antenne

    - Helix-antenne
    - Hornantenne
    - J-pole-antenne
    - Metamaterialeantenne
- Distribueret antennesystem
- Magnetisk dipolantenne, loop-antenne - antenner som udbreder/modtager radiobølger via kobling til det vekslende magnetiske felt. Disse antennetyper anvendes til langbølgebåndet, mellembølgebåndet og kortbølgebåndet op til ca. 6 MHz: Det er muligt at realisere antenner der fungerer efter dette princip, op til 60 MHz.
  - Elektrisk spole med en ferritstav. Ferritantenne. (benyttes i modtagere og pejleudstyr)
  - Elektrisk spole uden en ferritstav. Rammeantenne. Også kaldet loop antenne, med 1 eller flere viklinger. Fungerer som en parallel resonanskreds. En typisk loop antenne er lavet af kobberrør, i resonans med en variabel kondensator, der ved transmission skal kunne klare høje spændinger. Strømmen i en loop, ved transmission kan antage mange ampere, og spændingen over kondensatoren flere kilo volt. Loops af kobber er mere effektive end dårligere ledere, pga. den store strøm. Loops der er cirkulære er mere effektive end firkantede, et alternativ er oktagoner der er nemmere at fremstille. Loops er kun effektive ved resonans, og skal derfor afstemmes for at fungere, højt q, meget smal båndbredde.

### Antenneplacering, antennemiljø
Alt indenfor ca. 10 bølgelængder (nærfeltet) af en antenne, kan påvirke dens udstrålingsdiagram og fødeimpedans. En antenne er mest "påvirkelig" i dens hovedkegler, dér hvor den har størst "forstærkning" i et fritfelt udstrålingsdiagram.
En antenne med mere end ca. 3 elementer er normalt mindst påvirkelig i en cirkelskive vinkelret på hovedstråleretningen og derfor kan man sætte antenner tæt på hinanden på en antennemast. Afstanden mellem antennerne bør være mindst 1/2-1 af den største anvendte bølgelængder.
Alt længere væk end ca. 10 bølgelængder (fjernfeltet) påvirker stort set ikke antennens udstrålingsdiagram og fødeimpedans, men det kan påvirke radioudbredelsen.

### Antenneplacering
- Terrestrisk radioudbredelse (Jord til Jord):
  - Langbølgebåndet...HF (ca. 50 kHz...30 MHz):
    - Antennen placering bør have fri sigt til lige over himlens horisont. En eller flere af Jordens ionosfærer vil reflektere mere eller mindre af radiobølgerne. Dette afhænger af:
      - Tidspunktet på døgnet.
      - Solens solplet intensitet.
      - Det anvendte frekvensbånd og kanal.
      - Hvor mange gange radiobølgerne reflekteres (antal "hop"). Havet reflekterer radiobølgerne rimeligt godt, da vand med salte på ionform (saltvand, brakvand og ferskvand) er elektrisk ledende.

  - HF...SHF (ca. 30 MHz...18 GHz):
    - Antennen placeres så højt som muligt, så der er fri sigt mellem sender og modtager-antenne. Disse radiobølger reflekteres normalt ikke af Jordens ionosfærer.
- Satellit eller interstellar radioudbredelse (Jord til satellit, rumfærge) eller (satellit, rumfærge til Jord):
  - Der skal være fri sigt mellem satellit-, rumfærge-, rumsonde- og Jord-antenne.

### Praktiske eksperimenter
Mennesker, der eksperimenterer med radioer og antenner kaldes radioamatører.

## Anvendelsesformål
Hver dag bruges antenner til at sende og modtage signaler (data) verden over af millioner af mennesker.

### Eksempler på brug af antenner
Generelt: Alt hvad der er forbundet uden kabler anvender i en eller anden grad antenner til udveksling af information (data).
- Radio afsendelse og modtagelse
- Mobiltelefoner, smartphones
- Trådløse enheder
  - Trådløse routere
  - Trådløse computermus, tastaturer
- DAB radio afsendelse og modtagelse
- Satellitter
- Fjernsynsmodtager – muliggjores via antenner og apparatet til at modtage signalet.

### Virkemåde
- Webarchive backup: Lille dansk antenneguide (teknisk)
- Vejviser på engelsk (god): ARRL: How Antennas Work
- Electromagnetic Radiation Explained (engelsk) Arkiveret 25. juni 2003 hos  Wayback Machine

### Fraktale antenner
- Fraktal antenner Citat: "...Da jeg lavede min web-side om Sierpinski-fraktalerne i 1998 havde jeg ingen idé om at de kunne bruges til noget praktisk..."
- 2003-10-20, Science Daily: Fractal-shaped Tiles Developed For New Broadband Antenna Class (på engelsk)